# Paramédicos (serie de televisión)
Paramédicos es una serie de televisión mexicana producida por Lemon Studios y Once TV México. Basada en hechos reales y adaptada por Sandra García Velten, narra casos en los que la Cruz Roja Mexicana ayuda a socorrer a los ciudadanos de la Ciudad de México.

## Sinopsis
Elisa Gaona (Irene Azuela), Salvador García (Luis Arrieta) y Natalia Velasco (Marianna Burelli) son los nuevos reclutas de la central de la Cruz Roja Mexicana, en donde se enfrentarán a todo tipo de dificultades y problemas con su nuevo trabajo. Al enfrentarse a sus nuevos jefes: Jaime (Rubén Zamora), Damían (Raul Méndez), Erika (Rocío Verdejo) y Gabriel (Antonio Gaona) tendrán nuevos desafíos que incluso los harán tener sentimientos que jamás habían experimentado.

## Personajes

#### Gabriel Gaytan
Uno de los más experimentados operadores de la Cruz Roja, es el responsable de la unidad 23, en la cual ha salvado muchas vidas: es estricto con los novatos, los cuales poco a poco logran relacionarse con él.

#### Jaime Diez
Es el piloto de "La Gordis" ambulancia en la cual ha salvado más de 100 vidas durante su trayectoria, es un paramédico experimentado el cual debido al estrés con que se enfrenta día con día crea una conducta sobreprotectora con su familia, ocasionando esto la separación de su esposa,
Más tarde es el responsable de la capacitación y adiestramiento de los nuevos elementos de la carrera de Técnico en Urgencias Médicas.

#### Elisa Gaona
Elisa Gaona es una de las nuevas reclutas de la central de la Cruz Roja en el Distrito Federal. Ella está a cargo de su padre que padece una enfermedad terminal producto de su adicción al tabaco. Además es licenciada en Lenguas.

#### Damian Molina
Damian Molina es el jefe de una de las ambulancias "La Mami" a su vez la número 28 y tiene a cargo a los nuevos reclutas: Elisa, Salvador y Natalia. Él es padre de un hijo y es separado de su exesposa. Se encuentra enamorado de Elisa desde la primera vez que la ve.
Muere en un percance causado por narcos.
La despedida que le dedican, es: "Técnico en Urgencias Médicas Damián Molina, ¡PRESENTE!"

#### Salvador García
Salvador García es uno de los nuevos reclutas de la central de la Cruz Roja. Es el único hijo de un matrimonio rico, en donde su madre intenta convencerlo para que se dedique únicamente en la carrera de derecho (y siga el legado de su padre). Por su parte, su padre prefiere que el siga en lo que Salvador adora hacer: salvar vidas.
Después de ser atropellado se vuelve adicto a los fármacos, vive enamorado en secreto de "la jefa".

#### Natalia "Nati" Velasco
Natalia Velasco es la más chica de las nuevas reclutas de la central de la Cruz Roja. Es la menor de su familia y es hija de Raúl Velasco, el cual es también su jefe dentro de la central. Desde chica vivió duras experiencias, pues vio como su hermano mayor se alejó de la familia sin saber rastro de su paradero.
Se enamora de Gabriel Gaytán, con quien mantiene una relación en secreto, hasta que ambos terminan atrapados y heridos dentro de un edificio después de un sismo.

#### Alonso Lozano
Es el encargado de supervisar el proyecto Hermes de Gabriel.
Tiene una hija.

## Producción

### Concepto
La serie fue creada bajo el concepto de historias basadas en hechos reales, de relatos de paramédicos de la Cruz Roja a lo largo de su trayectoria. Muchos de ellos narran de viva voz al final de cada capítulo qué hay que hacer en caso de que les suceda algo parecido a uno de los casos presentados. La serie fue creada por Sandra García en el año 2011 y comenzaron las grabaciones a principios del 2012 bajo la producción de Lemon Studios y Canal Once. La primera temporada se estrenó el 30 de agosto del mismo año con capítulos de una hora de duración. Durante la primera temporada se realizó una pausa para hacer un maratón de lo mejor de la primera parte, razón por la cual la serie terminó un mes después de lo previsto. En el año 2013 los fanes se sorprendieron al saber que la serie tendría una continuación para no dejarlos en suspenso, pero esta vez no contaría con la presencia del protagonista: Raúl Méndez, quien en ese entonces estaba grabando El señor de los cielos. Esto a la vez hizo que el estreno de la segunda temporada se retrasase 3 años (los mismos que estuvo Raúl en El señor de los cielos), después de eso la serie se estrenó el 13 de agosto de 2015, ahora incorporando a nuevos personajes: René, Sebastián y Clara (Daniela Schmidt, Juan Pablo Medina y Paulette Hernández respectivamente). A principios del año 2017 se anunció la tercera y última parte de la serie que se espera cuente con la participación del elenco original, así como con la incorporación de nuevos actores.

## Reparto
| Actor                 | Personaje              | Temporadas | Temporadas | Temporadas |
| Actor                 | Personaje              | 01         | 02         | 03         |
| --------------------- | ---------------------- | ---------- | ---------- | ---------- |
| Irene Azuela          | Elisa Gaona            | Principal  |            |            |
| Rubén Zamora          | Jaime Diez             | Principal  | Principal  |            |
| Raul Méndez           | Damián Molina          | Principal  |            |            |
| Rocío Verdejo         | Erika Ávila            | Principal  | Principal  | Principal  |
| Antonio Gaona         | Gabriel Gaytán         | Principal  | Principal  | Principal  |
| Luis Arrieta          | Salvador García        | Principal  | Principal  | Principal  |
| Marianna Burelli      | Natalia "Nati" Velazco | Principal  | Principal  | Principal  |
| Marco Treviño         | Raúl Velazco           | Secundario | Secundario | Secundario |
| Paloma Woolrich       | Dra. Yolanda Castelo   | Recurrente | Secundario | Principal  |
| José Carlos Rodríguez | Roji Escalera          | Secundario | Secundario | Principal  |
| Daniela Schmidt       | René                   |            | Secundario | Secundario |
| Juan Pablo Medina     | Sebastián              |            | Secundario | Secundario |
| Lumi Cavazos          | Clara                  |            | Recurrente | Secundario |
| Aarón Balderi         | Johnny                 | Recurrente | Secundario | Principal  |
| Rodrigo Murray        | Álvaro Curiel          |            |            | Secundario |
| Miguel Rodarte        | Alfonso Lozano         |            |            | Secundario |
| Ruy Senderos          | Cuauhtémoc Guzmán      |            |            | Secundario |
| Gabriela de la Garza  | Cristina Elizalde      |            |            | Recurrente |

## Transmisión
| Temporada | Fechas de estreno    | Fechas de estreno       | Horario                                   |
| --------- | -------------------- | ----------------------- | ----------------------------------------- |
| 1         | 30 de agosto de 2012 | 22 de noviembre de 2012 | Viernes 22h / (Repetición:Domingos 22h)   |
| 2         | 13 de agosto de 2015 | 30 de octubre de 2015   | Jueves 22h / (Repetición:Domingos 22h)    |
| 3         | 7 de marzo de 2018   | 9 de mayo de 2018       | Miércoles 23h / (Repetición:Domingos 22h) |